# 이윤석 (희극인)
이윤석(李胤錫, 1972년 2월 14일 ~ )은 대한민국의 희극인 출신 방송인이자 교수이다.

## 생애
- 중학교 시절 류머티즘 혹은 류마티스 열 의심 진단을 받았다.[2][3]
- 대학 재학 중이던 1993년 MBC 개그콘테스트에서 금상을 수상하며 데뷔하게 되었다.
- 당시 콘테스트에서는 이윤석이 1위, 서경석이 2위를 차지하였다.
- 1990년대에 서경석과 함께 콤비로 활약하며 인기를 누렸다.[4]
- 1997년 배우 김진수와 MBC TV 프로그램 《오늘도 좋은 날》의 《허리케인 블루》로 인기를 모으던 중 교통 사고를 당했고 왼쪽 손목을 제대로 쓸 수 없는 상태가 되어 지체장애 5급 판정을 받았다.[5]
- 이후 6개월간 방송을 중단하였으며 이경규의 권유로 각종 예능에서 약골 캐릭터로 등장했으며 시력, 체중, 류머티즘, 장애 등으로 인해 병역을 면제받았다.[6]
- MBC의 《일요일 일요일 밤에》의 코너 《차승원의 헬스클럽》에 출연하여 꾸준한 운동과 식이요법으로 체중을 10kg가량 증가시키기도 했다.
- 2008년 6월 15일 서울 63시티 웨딩홀에서 5살 연하의 대구한의대학교 출신 한의사 김수경과 결혼하였다.
- 경기대학교 경영대학원 겸임교수를 시작으로 대학 강사로 활동 중이며 서울예술종합대학교에서 학부장을 역임하고 있다.

## 학력
- 1984년 서울신정초등학교 졸업
- 1987년 양동중학교 졸업
- 1990년 명덕고등학교 졸업
- 1995년 연세대학교 문과대학 국어국문학 학사
- 2000년 중앙대학교 신문방송대학원 방송전공 언론학 석사
  - 학위논문명 : ’연예오락프로그램의 공익성과 오락성에 관한 연구 : 연출자의 프로그램제작 영향요인을 중심으로’
- 2008년 중앙대학교 대학원 신문방송학과 언론학 박사
  - 학위논문명 : ’텔레비전 토크쇼 프로그램의 준사회적 상호작용이 시청효과에 미치는 영향’

## 출연작

### 텔레비전 프로그램
- MBC 《테마게임》
- KBS 1TV 《TV는 사랑을 싣고》
- KBS 2TV 《가족오락관》610회
- MBC 《뽀뽀뽀》
- MBC 《건강보감 리턴즈》
- MBC 《7인의 식객》
- MBC 《오늘은 좋은날》 - 건망증 가족, 허리케인 블루
- MBC 《행복충전 유쾌한 일요일》
- MBC 《웃는 날 좋은 날》
- MBC 《코미디 닷컴》
- JTBC 《썰전》
- KBS 1TV 《대한민국 행복발전소》
- KBS 2TV 《가족의 품격 풀하우스》
- KBS 2TV 《해피선데이》 - 《남자의 자격》
- KBS 2TV 《헬로우! 뚝배기》
- MBC 《인기가요 BEST 50》 공동 MC
- MBC 《섹션TV 연예통신》 리포터로 활약하다 하차함[7]
- MBC 《잡지왕》 공동 MC
- MBC 《일요일 일요일밤에 - 대단한도전》 고정 패널출연
- MBC 《일요일 일요일밤에 - 상상원정대》 고정 패널출연[8]
- MBC 《일요일 일요일밤에 - 복면가왕》
- MBC 《코미디 버라이어티 웃는 day》
- MBC 《느낌표 - 산 넘고 물 건너》 MC
- MBC 《코미디하우스》 2대 MC
- SBS 《이경규, 김용만의 라인업》 공동 MC
- EBS 《생방송 선생님 질문 있어요》 공동 MC
- MBC 《공부의 제왕》 공동 MC
- tvN 《재미있는 스타 특강쇼》 공동 MC
- KBS 2TV 《개그콘서트》 분장실의 이선생님
- KBS 2TV 《쾌적한국 미수다》
- QTV 《수미옥》 고정 패널
- EBS 《공부의 왕도》 MC
- tvN 《화성인 바이러스》 공동 MC (김구라의 복귀로 하차)
- MBC every1 《베스트 닥터쇼》 공동 MC
- KBS 1TV 《시간여행자 K》
- MBC 《미스터리 음악쇼: 복면가왕》
- KBS 1TV 《역사저널 그날》
- TV조선 《강적들》
- MBC 《마이 리틀 텔레비전》게스트
- KBS 1TV 《최태성 이윤석의 역사기행 그곳》
- 채널A 《아빠본색》
- MBC 《생방송 행복드림 로또 6/45》 - 게스트 955회

### 드라마
- 1997년 MBC 청춘시트콤 《남자 셋 여자 셋》 ... 카메오 단역
- 1999년 SBS 일요드라마 《카이스트》 ... 박영석 역
- 2000년 MBC 청춘시트콤 《뉴 논스톱》 ... 카메오 단역
- 2000년 MBC 주간단막극 《베스트 극장》
- 2002년 MBC 주간시트콤 《연인들》
- 2012년 tvN 화요드라마 《응답하라 1997》 ... 이규경/이윤석 역 (특별출연)

### 영화
- 2005년 《내 생애 가장 아름다운 일주일》 ... 카메오 - 예고편의 지나기는 행인 역

### 라디오 프로그램
- KBS 해피FM 《오징어》 (2008년~2009년)
- EBS FM 《EBS 책 읽는 라디오 낭독 시리즈》(2014년)
- MBC 표준FM 《주말하이킥 이윤석입니다》(2020년 11월 21일 ~ 2022년 9월 25일)
- MBC 표준FM 《이윤석, 신지의 싱글벙글쇼》 (2022년 9월 26일 ~ 2024년 6월 2일)

## 광고
- 1993년 팔도 깨봉
- 1993년 롯데웰푸드 별난바
- 1993년 엔터미디어 신바람 7000
- 1993년 동아제약 솔표 쌍감탕
- 1993년 노벨과개미 영재스쿨
- 1994년 SK하이닉스 콤비형 무선전화기
- 1994년 웅진씽크빅
- 1997년 로즈베이커리
- 1997년 롯데웰푸드 아트라스
- 1999년 알지오냉장고
- 2005년 농심 농심라면 육개장
- 2008년 동국제약 인사돌
- 2009년 천재교육 해법공부방, 영어교실
- 2010년 삼성증권 POP

## 경력
- 2012년 : 꼬꼬면장학재단 이사
- 2009년 ~ : 서울종합예술전문학교 방송연예학부 학부장
- 2009년 ~ : 서울종합예술전문학교 방송연예학부 교수
- 2008년 3월 : 세계 콩팥의 날 홍보대사
- 2007년 8월 : 교육인적자원부 평생학습축제 홍보대사
- 2007년 3월 : 경기대학교 서비스경영전문대학원 엔터테인먼트경영학과 겸임교수

## 수상
- 1993년 MBC 개그콘테스트 금상
- 1993년 MBC 방송대상 코미디부문 신인상
- 1997년 MBC 코미디대상 남자 우수상
- 1999년 MBC 코미디대상 프로듀서상
- 2000년 MBC 코미디대상 프로듀서상
- 2004년 MBC 방송연예대상 쇼 버라이어티부문 우수상
- 2005년 MBC 방송연예대상 코미디 시트콤부문 최우수상
- 2020년 MBC 방송연예대상 라디오부문 우수상

## 같이 보기
- 서경석
- 이경규
- 유재석
- 강호동
- 박명수
- 신동엽
- 김국진
- 김용만
- 이휘재
- 김한석
- 윤정수
- 정준하
- 문천식
- 김태원
- 윤형빈
- 김진수
- 김효진
- 김구라
- 신봉선
- 유영석
- 김현철
- 윤상
- 신원호